# 聖伯多祿教堂 (雅法)

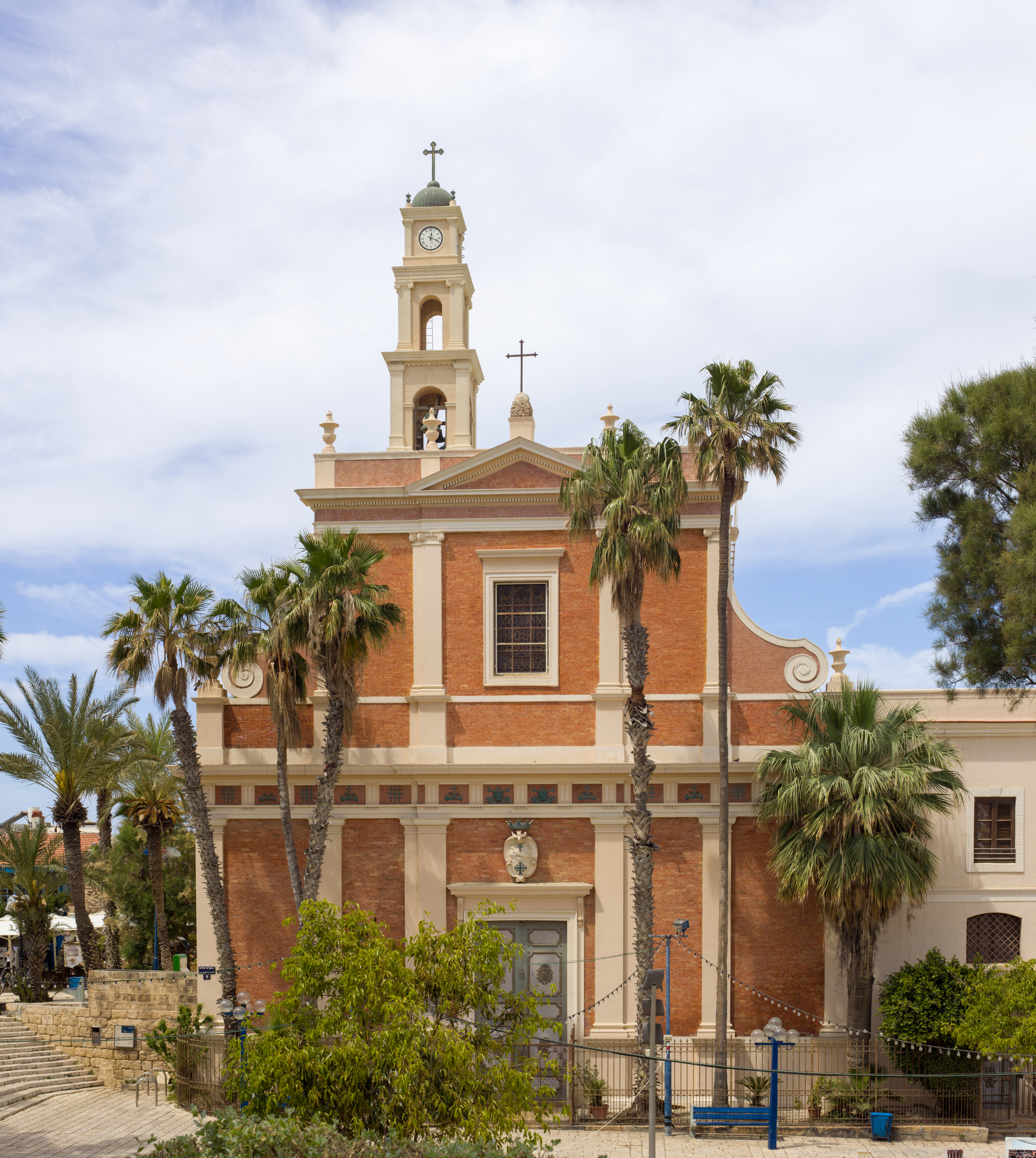
聖伯多祿教堂

聖伯多祿教堂（希伯來語：‎）是以色列的一座方濟各會的教堂，位於特拉維夫郊外城市雅法。這座教堂修建於1654年。18世紀後期，教堂兩次被毀，因此兩次重建。現在的建築修建於1888年至1894年，最近的一次翻新是在1903年。教堂提供英語、西班牙語、波蘭語、希伯來語彌撒。許多波蘭籍外國工人於禮拜六在這座教堂祈禱。